# Pawel Petrowitsch Malinowski
Pawel Petrowitsch Malinowski (russisch Павел Петрович Малиновский; * 24. Apriljul. / 6. Mai 1869greg. in Nischni Nowgorod; † 1. Januar 1943 in Moskau) war ein russischer Architekt und Volkskommissar der RSFSR.

## Leben
Malinowski war eins von 8 Kindern eines Kantonist-Soldaten a. D., der als Grundschullehrer, Kanzlist, Druckerei-Korrektor und Kantor arbeitete. Malinowski besuchte als Ausgeloster ab 1879 kostenlos die Realschule in Nischni Nowgorod. Dazu gab er Stunden zur Unterstützung der Familie, beschäftigte sich mit Schnitzerei und kopierte Zeichnungen. 1887 schloss er die Schule mit Auszeichnung ab und begann das Studium am St. Petersburger Institut für Bauingenieurwesen. Dort beteiligte er sich an der politischen Studentenbewegung und begeisterte sich für den Marxismus. 1892 schloss er das Studium mit einer Goldmedaille ab. Nach Malinowskis Projekt wurde 1892 in Wolodarsk für den Kaufmann Nikolai Alexandrowitsch Bugrow eine Holzdatsche gebaut (jetzt Bezirksmuseum Wolodarsk).
Nach dem Studium wurde Malinowski als Architekt im Staatsdienst in den St. Petersburger Hafen abkommandiert. Als er den Treueid auf den Thron verweigerte, wurde er entlassen und nach Kologriw verbannt. 1893 kehrte Malinowski nach Nischni Nowgorod zurück und arbeitete als Architekt im Stadtamt. Zunächst beaufsichtigte er den Bau des Stadttheaters nach dem Projekt des Hauptstadt-Architekten und PIGI-Dozenten Viktor Schröter. Um die Bauqualität sicherzustellen, organisierte Malinowski Kurse für die beteiligten Bauhandwerker. Er schlug Verbesserungen für das Projekt vor, die alle genehmigt und umgesetzt wurden. Bald wurde er auch an anderen Projekten beteiligt, so an der Restaurierung des Dimitrios-Turms des Nischni Nowgoroder Kremls und am Bau von Anlagen für die Allrussische Industrie- und Handwerksausstellung 1896 in Nischni Nowgorod. In den 1890er Jahren war er am Bau des Schlosses Scheremetew in Jurino in der Republik Mari El beteiligt zusammen mit Sergei Konstantinowitsch Rodionow und anderen.
Malinowski gründete zusammen mit Maxim Gorki die Gesellschaft für Verbreitung der Bildung im Gouvernement Nischni Nowgorod und entwickelte Musterprojekte für den Bau von Schulen.
Malinowskis erste selbständige Arbeit war die Projektierung des Kraftwerks, das als Vestibül für die Pochwalinski-Standseilbahn in Nischni Nowgorod diente. In dem stark gewachsenen Nischni Nowgoroder Stadtteil Sormowo baute er 1900–1903 die Spasso-Preobraschenski-Kathedrale sowie für die Sormowo-Fabrik 1902 das Verwaltungsgebäude, 1902–1904 ein dreistöckiges Schulgebäude, 1904 ein dreistöckiges Haus für die Angestellten und 1905 den Club der Ingenieure und Angestellten.
1908 ging Malinowski nach Moskau und beteiligte sich als Assistent Max Hoeppeners am Bau der Straßenbahn Moskau. Im Ersten Weltkrieg baute Malinowski 1914–1915 für den Unternehmer Alexander Iwanowitsch Konowalow in Witschuga das Volkshaus, jetzt Konowalow-Kulturpalast.
Nach der Oktoberrevolution leitete er in Moskau die Kommission des Mossowjet für Schutz und Bewahrung der Kunstdenkmäler und Altertümer und arbeitete als Zivilkommissar des Moskauer Kreml. 1918 übernahm er das Amt des Volkskommissars für Staatsbesitz der Republik. Ab 1921 arbeitete er im Gosplan mit und dann in verschiedenen Bauorganisationen. Er leitete die Verwaltung für städtischen und landwirtschaftlichen Bau des Moskauer staatlichen Baukomitees Komgossoora. 1927 baute er in Nischni Nowgorod zwei Wohnhäuser für die Arbeiter der Sormowo-Fabrik. Etwa 1930 wurde er Mitglied der Kommission für Standardisierung des Rats für Arbeit und Verteidigung, wo er Normen und Regeln für die Bauprojektierung entwickelte.
Malinowskis Frau Jelena Konstantinowna (1875–1942) war gesellschaftlich aktiv und am Theater tätig. Nach der Oktoberrevolution war sie Kommissarin für die Moskauer Theater sowie Direktorin des Bolschoi-Theaters (1920, 1921–1924, 1930–1935). Sie war eng mit Maxim Gorki befreundet. Ihre Tochter Jelena Pawlowna Malinowskaja (1899–1987) war Journalistin.

## Werke

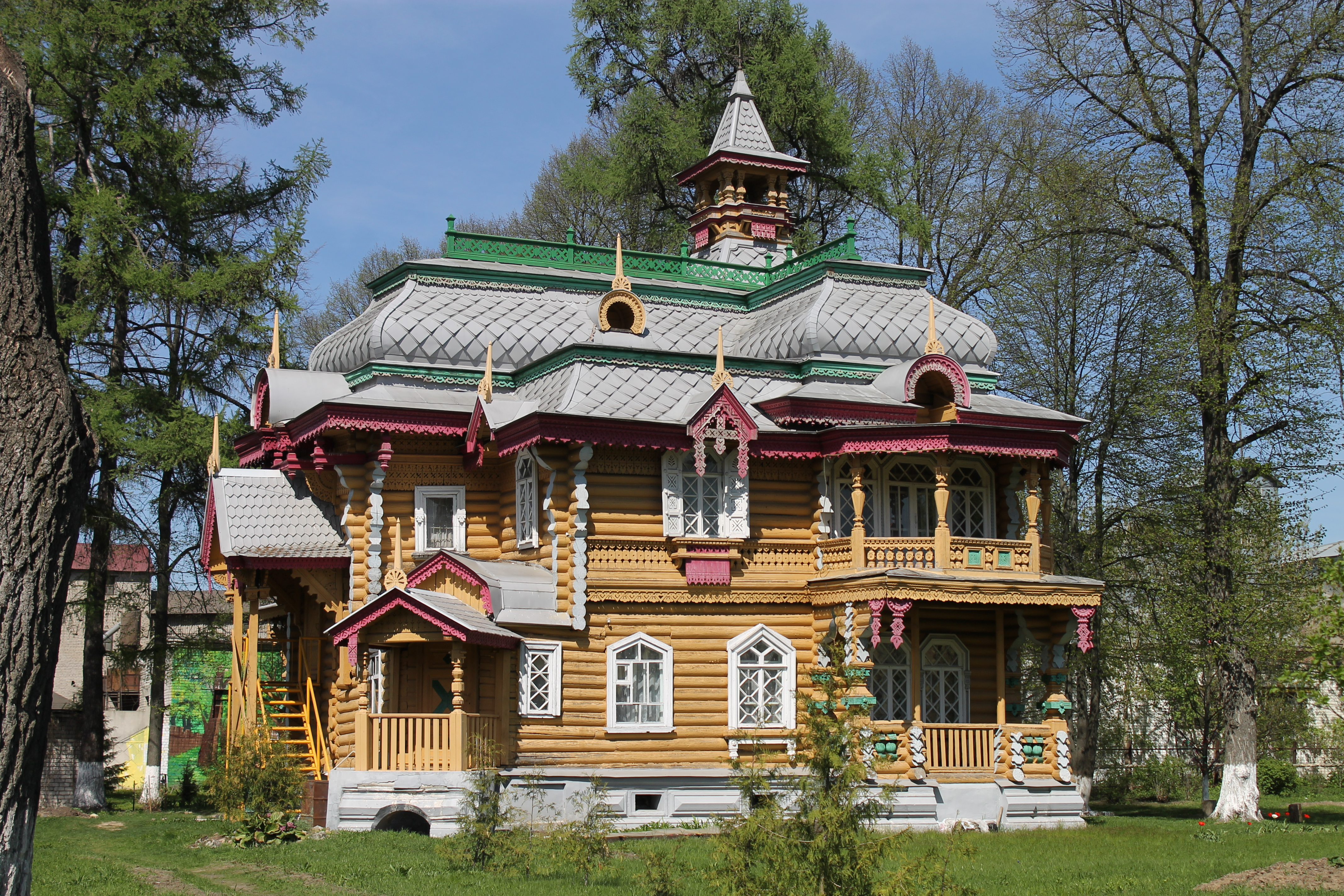
Bezirksmuseum Wolodarsk
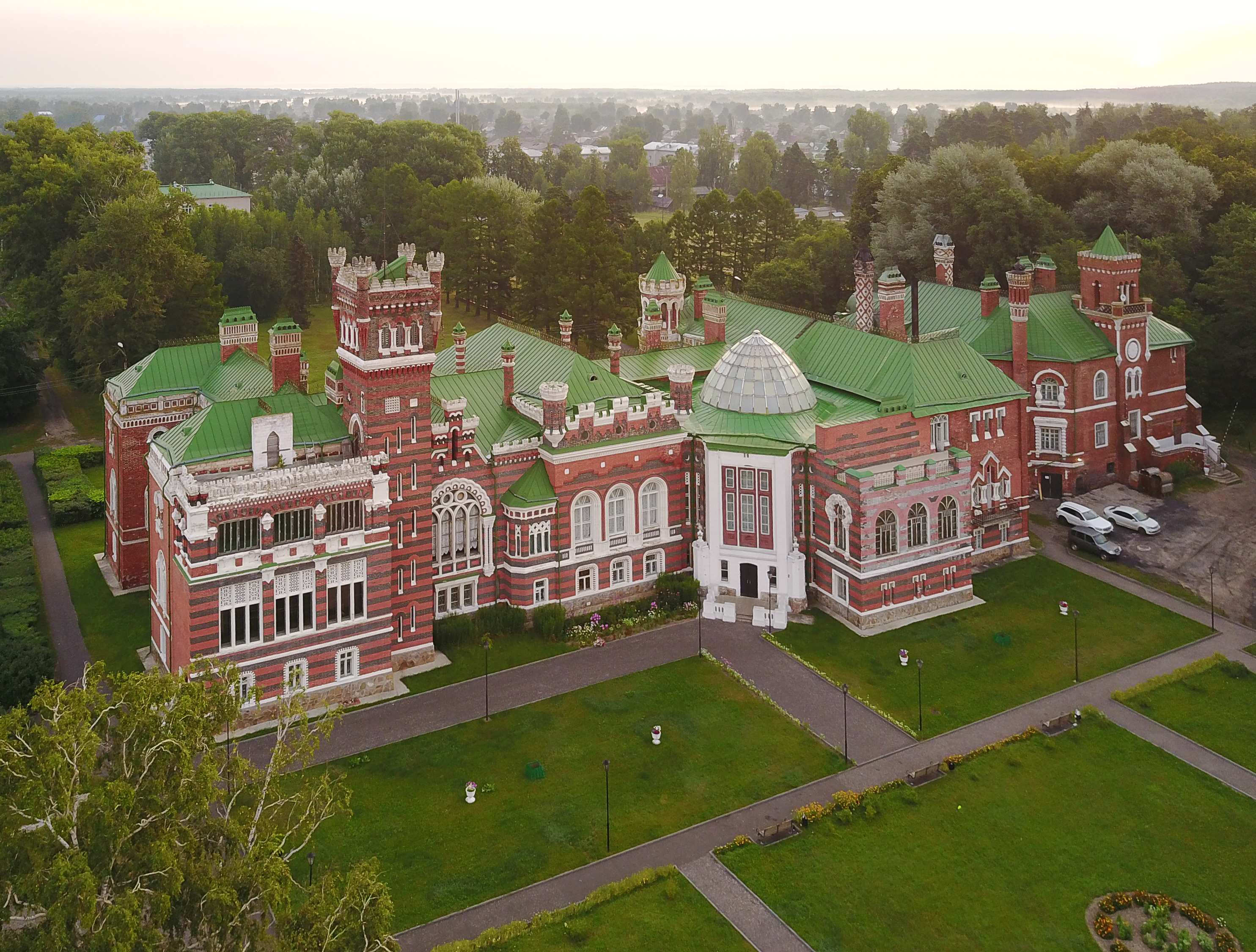
Schloss Scheremetew in Jurino
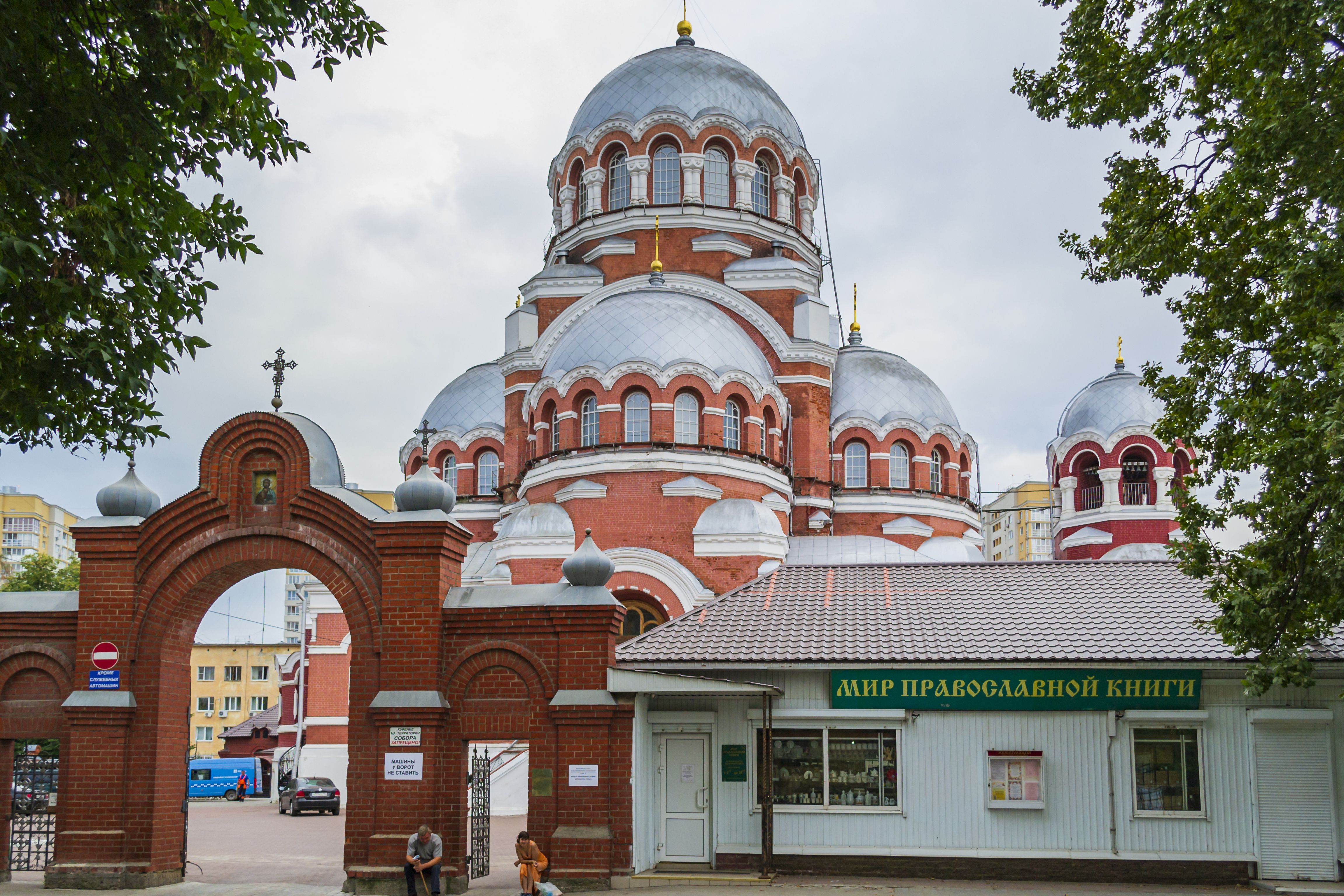
Spasso-Preobraschenski-Kathedrale, Nischni Nowgorod-Sormowo
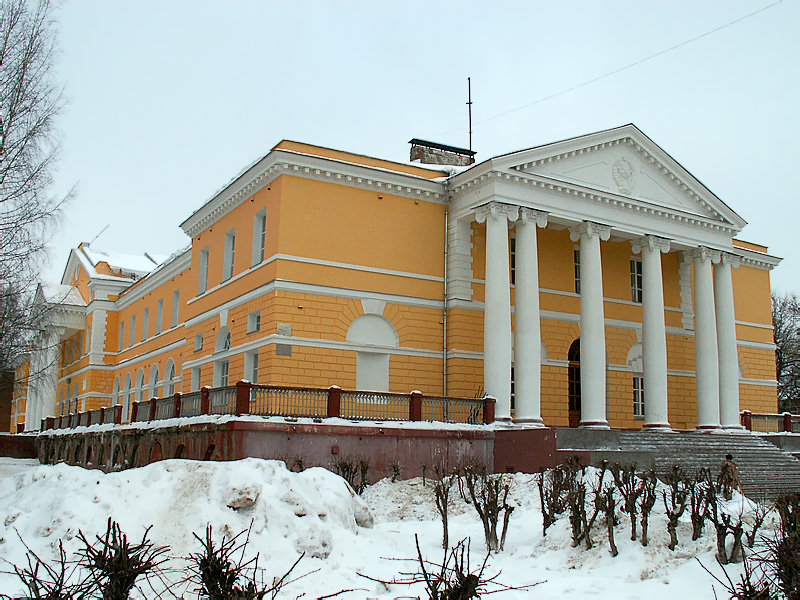
Konowalow-Kulturpalast, Witschuga